# Australian Tidy Town Awards

Logo de Keep Australia Beautiful - Tidy Towns.

Les Australian Tidy Town Awards  ont été lancés en 1968 en Australie occidentale et sont une initiative de Keep Australia Beautiful (en).
Ces prix encouragent, motivent et mettent en valeur les réalisations des communautés rurales et régionales en Australie. Axés à l'origine sur la réduction des déchets et le civisme, ils traitent maintenant de l'environnement durable, social et économique des communautés rurales.
| Années | Lauréats des Australia's Tidiest Towns           |
| ------ | ------------------------------------------------ |
| 1990   | Mount Tyson, Queensland                          |
| 1991   | Mount Gambier, South Australia                   |
| 1992   | Forbes (Australie)                               |
| 1993   | Lucindale, South Australia                       |
| 1994   | Naracoorte, South Australia                      |
| 1995   | Kiama, New South Wales                           |
| 1996   | Stanley                                          |
| 1997   | Non attribué                                     |
| 1998   | Denmark, Western Australia                       |
| 1999   | Goolwa, South Australia                          |
| 2000   | Batchelor (Territoires du Nord)                  |
| 2001   | Horsham (Victoria)                               |
| 2002   | Soldiers Point / Salamander Bay, New South Wales |
| 2003   | Wyalkatchem, Western Australia                   |
| 2004   | Port Vincent, South Australia                    |
| 2005   | Mount Gambier, South Australia                   |
| 2006   | Collie, Western Australia                        |
| 2007   | Swansee                                          |
| 2008   | Toowoomba, Queensland                            |
| 2009   | Tamworth                                         |
| 2010   | Beechworth, Victoria                             |
| 2011   | Lithgow, New South Wales                         |
| 2012   | Caloundra                                        |
| 2013   | Victor Harbor, South Australia                   |
| 2014   | Sheffield                                        |
| 2015   | Toodyay, Western Australia                       |
| 2016   | Triabunna                                        |
| 2017   | Barmera, South Australia                         |
| 2018   | Smithton                                         |
| 2019   | Ltyentye Apurte, (Santa Teresa)                  |
| 2020   | Beechworth                                       |
| 2021   | Hastings (Victoria)                              |
| 2022   | King Island (Tasmania)                           |
| 2023   | Gascoyne Junction (Australia)                    |
| 2024   | Beechworth                                       |